# Алексєєв Андрій Корнійович
Андрій Корнійович Алексєєв (нар. 11 листопада 1920 — 22 грудня 1943) — радянський офіцер, учасник радянсько-фінської та німецько-радянських воєн, командир батальйону 182-го гвардійського стрілецького полку 62-ї гвардійської стрілецької дивізії 37-ї армії 2-го Українського фронту в роки німецько-радянської війни. Герой Радянського Союзу (посмертно; 22 лютого 1944 року; «за вміле командування батальйоном при форсуванні Дніпра та утриманні захопленого плацдарму»), гвардії капітан Червоної Армії.

## Біографія
Андрій Корнійович Алексєєв народився 11 листопада 1920 року у селі Локня Кролевецького району Сумської області України у родині селянина. Росіянин. Член ВКП(б) з 1943 року.
Закінчив 7 класів. Закінчив Ленінградську циркову школу. З 1937 року артист циркової групи.
У вересні 1939 року призваний до лав Червоної Армії. У 1940 році став курсантом Київського піхотного училища. Брав участь у Радянсько-фінскій війні (1939—1940), де був поранений. З вересня 1941 року — у діючій армії. Воював на Північно-західному, Воронезькому, Степовому та інших фронтах.

### Подвиг
У ніч на 25 вересня 1943 року війська 37-ї армії форсували Дніпро. 62-а гвардійська стрілецька дивізія під покровом темряви потайно переправлялася у районі Мишурина Рогу, на південний схід від Кременчука. Одним з перших, хто висадився на правий берег річки, був батальйон гвардії капітана Андрія Алексєєва.
Незважаючи на великі втрати при переправі, батальйон рішуче атакував ворога, змусивши його залишити вигідні позиції. Під вогнем противника капітан Алексєєв встиг укрити своїх бійців у відбитих глибоких окопах, зроблених гітлерівцями на дніпровських висотах. Закріпившись на цій невеликій ділянці, радянські воїни декілька годин відбивали відчайдушні контратаки ворога.
Скориставшись успіхом підрозділу капітана Алексєєва, батальйони 182-го стрілецького полку стали переправлятися через Дніпро та закріплюватися на його правому березі, ведучи запеклі бої за розширення дніпровського плацдарму.
Біля села Деріївка фашистам вдалося відрізати від основних сил батальйону групу воїнів з гвардії капітаном Алексєєвим. Проявивши сміливість та винахідливість, надихаючи особистим прикладом, командир організував кругову оборону, яка зуміла цілу добу вести бій проти переважаючих сил противника, а потім прорвати кільце оточення та з'єднатися зі своїм підрозділом.
Наступного дня капітан Алексєєв керував захопленням важливої панівної висоты. Незважаючи на запеклий опір фашистів, батальйон заволодів вигідною позицією та міцно на ній закріпився. Оцінивши обстановку, комбат наказав приступити до придушення вогневих точок противника, які добре проглядалися з захопленої висоты. Дії батальйону поставили гітлерівців в скрутне становище, що змусило їх відразу кинути в контратаку до роти піхоти з танками. Після відбиття її гвардійцями по висоті було відкрито вогонь ворожої артилерії. Потім протягом дня стороною противника кілько разів робились спроби атак даної висоти. У критичні моменти обороны, Алексєєв приймав рішучі заходи для утримання позицій.
Увечері того ж дня, після артпідготовки гітлерівцями знову була зроблена атака з двох напрямків. Незважаючи на втрати особого складу батальйону та втому, гвардійцям вдалося утримати висоту. Витримати цей важкий біл воїнам у великій мірі допоміг особистий надихаючий приклад комбата Алексєєва.
Сміливі дії бійців під командуванням Андрія Алексєєва значною мірою сприяли успішному виконанню дивізією поставленого перед нею важливого завдання по утриманню плацдарму на правому березі Дніпра.
Гвардії капітан Алексєєв А. К. загинув в одному з боїв на правобережній Україні.
Указом Президії Верховної Ради СРСР від 22 лютого 1944 року за вміле командування батальйоном при форсуванні Дніпра та утримання захопленого плацдарму, гвардії капітану Андрію Корнійовичу Алексєєву посмертно присвоєно звання Героя Радянського Союзу.

## Нагороди
- Медаль «Золота Зірка» Героя Радянського Союзу
- Орден Леніна
- Орден Червоного Прапора

## Пам'ять
- Похований у братській могилі у центрі села Дубіївка Черкаської області (Україна).
- Бюст Героя встановлений на його батьківщині — у селі Локня.